# Rejon Qəbələ
Rejon Qəbələ (azer. Qəbələ rayonu) – rejon w północnym Azerbejdżanie. 

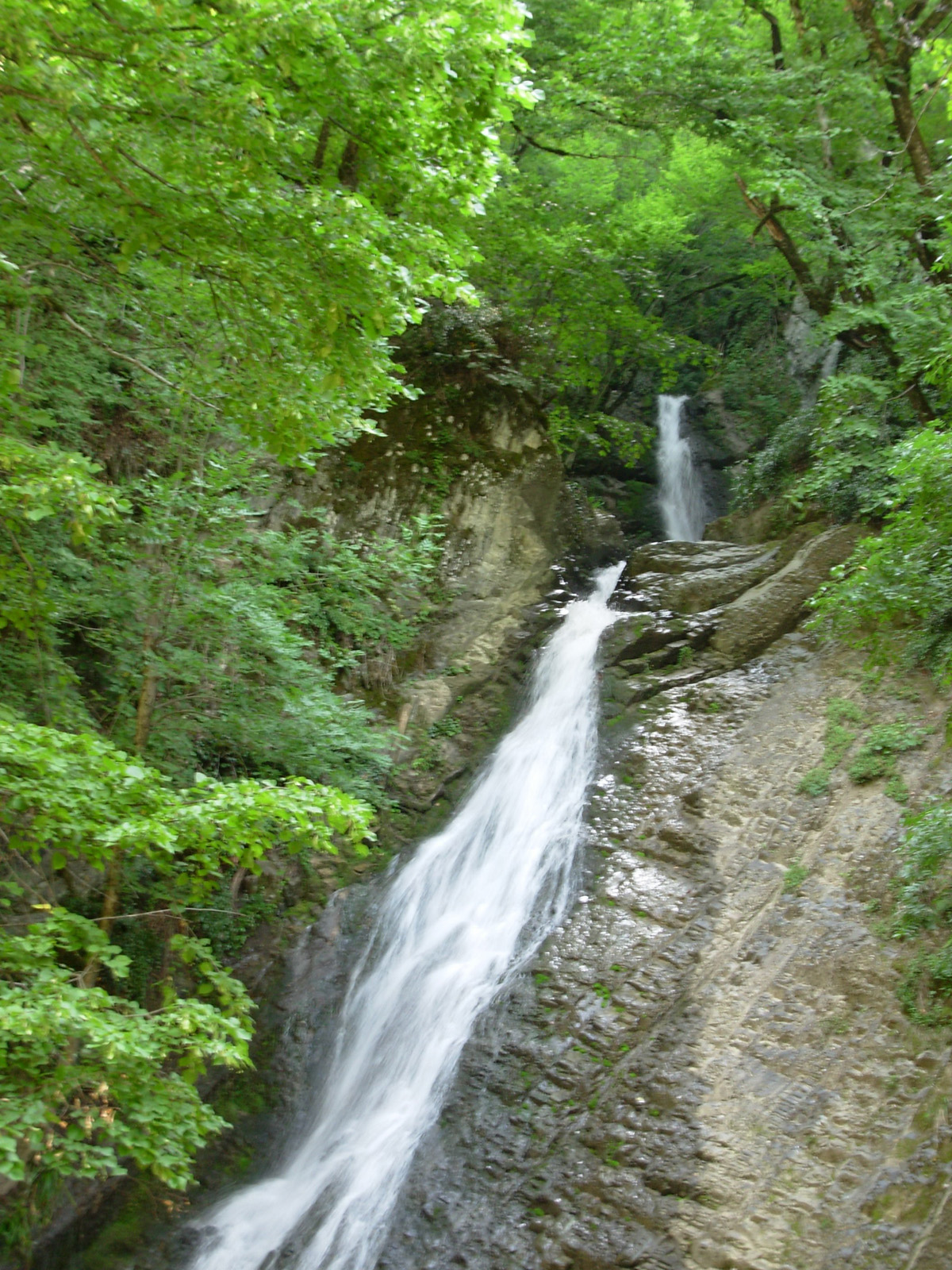
Wodospad w Reyon Qəbələ

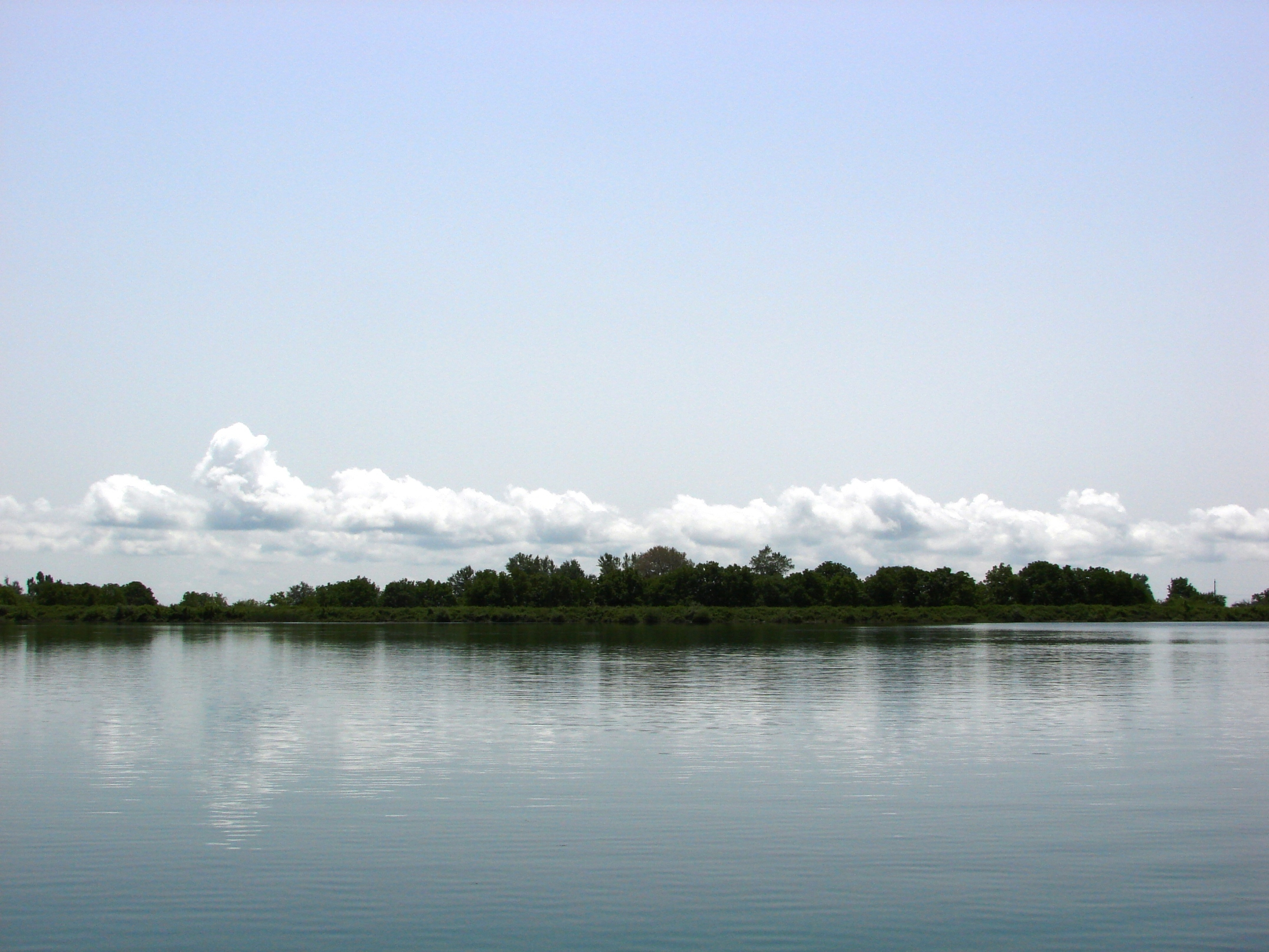
Jezioro w Reyon Qəbələ